# モリル郡 (ネブラスカ州)
座標: 北緯41度41分 西経103度01分 / 北緯41.69度 西経103.01度
モリル郡（英: Morrill County）は、アメリカ合衆国のネブラスカ州にある郡。2000年時点の人口は5,440人で、郡庁所在地はブリッジポート (Bridgeport)。
ネブラスカ州のナンバープレートで、モリル郡の車両は最初の数字が64になっている。これは1922年にナンバープレートの制度を確立した際、モリル郡の車両登録台数が州内の郡のなかで64番目に多かったからである。

## 歴史
モリル郡は1908年に組織され、リンカーン・ランド社会長のチャールズ・ヘンリー・モリルにちなんで名付けられた。

## 地理
アメリカ合衆国国勢調査局によると、この郡は総面積3,703 km2 (1,430 mi2) である。このうち3,688 km2 (1,424 mi2)が陸地で、16 km2 (6 mi2) が川や湖などの水地域である。総面積のうちの0.42%が水地域となっている。

### 隣接する郡
- ボックスビュート郡（北）
- シェリダン郡（北東）
- ガーデン郡（東）
- シャイアン郡（南）
- バナー郡（西）
- スコッツブラフ郡（西）

### 国立保護区
- チムニー・ロック国定史跡

## 人口動静

2000年国勢調査時の郡の人口ピラミッド

2000年の国勢調査によると、モリル郡には5,440人、2,138世帯、及び1,494家族が暮らしている。人口密度は1/km2 (4/mi2) で、1/km2 (2/mi2) の平均的な密度に2,460軒の住居が建っている。この郡の人種の構成は白人93.68%、黒人（アフリカ系アメリカ人）0.07%、先住民0.72%、アジア系0.22%、太平洋諸島系はおらず、その他の人種4.12%、および混血1.19%で、10.09%の人々がヒスパニックまたはラテン系である。郡の住民の40.5%がドイツ系、9.2%がイングランド系、7.3%がアイルランド系、6.7%がアメリカ系移民の子孫である。
モリル郡に住む2,138世帯のうち、32.10%は18歳未満の子どもと暮らしており、59.50%は夫婦で生活している。6.50%は未婚の女性が世帯主であり、30.10%は家族以外の住人と同居している。26.90%は独居で、全世帯の13.00%は65歳以上の独居老人世帯である。1世帯あたりの平均人数は2.49人であり、家庭の場合は3.03人である。
郡の住民は27.20%が18歳未満の子どもで、18歳以上24歳以下が7.20%、25歳以上44歳以下が24.40%、45歳以上64歳以下が24.20%、および65歳以上が17.00%となっている。平均年齢は40歳である。女性100人に対して男性は97.90人いて、18歳以上の女性100人に対しては男性は95.60人いる。
郡の世帯ごとの平均収入は30,235米ドルで、家族ごとでは36,673米ドルである。男性の27,107米ドルに対して女性は19,271米ドルの平均的な収入がある。この郡の一人当たりの収入 (per capita income) は14,725米ドルである。総人口の14.70%、家族の10.00%は貧困線以下である。18歳未満の子どもの20.00%及び65歳以上の10.30%は貧困線以下の生活を送っている。

## 都市、村およびその他コミュニティ
- アンゴラ (en:Angora, Nebraska)
- ベイヤード (en:Bayard, Nebraska)
- ブリッジポート (en:Bridgeport, Nebraska)
- ブロードウォーター (en:Broadwater, Nebraska)